# Falconina albomaculosa
Falconina albomaculosa là một loài nhện trong họ Corinnidae.
Loài này thuộc chi Falconina. Falconina albomaculosa được Joachim Schmidt miêu tả năm 1971.